# Hadi Sacko
Hadi Sacko (Corbeil-Essonnes, 24 marzo 1994) è un calciatore francese naturalizzato maliano, attaccante svincolato.

## Carriera

### Club
Nella stagione 2012-2013 ha giocato 4 partite in Ligue 1 e 5 in Europa League.

### Nazionale
Di origini maliane, entra nel giro delle nazionali giovanili francesi a 16 anni, giocando nell'Under-16, nell'Under-17, nell'Under-19 e nell'Under-20. Non venendo convocato dalla nazionale maggiore, decide di accettare la convocazione del Mali.
Il 15 marzo 2018 viene convocato per un'amichevole contro il Giappone e, il 23 marzo 2018, fa il suo debutto ufficiale, disputando gli ultimi 30 minuti del match contro i nipponici conclusasi con il pareggio di 1-1.
Successivamente, viene convocato per le qualificazioni alla Coppa d'Africa 2019 e per le qualificazioni alla Coppa d'Africa 2021.

## Statistiche

### Cronologia presenze e reti in nazionale
| Cronologia completa delle presenze e delle reti in nazionale ― Mali | Cronologia completa delle presenze e delle reti in nazionale ― Mali | Cronologia completa delle presenze e delle reti in nazionale ― Mali | Cronologia completa delle presenze e delle reti in nazionale ― Mali | Cronologia completa delle presenze e delle reti in nazionale ― Mali | Cronologia completa delle presenze e delle reti in nazionale ― Mali | Cronologia completa delle presenze e delle reti in nazionale ― Mali | Cronologia completa delle presenze e delle reti in nazionale ― Mali |
| Data                                                                | Città                                                               | In casa                                                             | Risultato                                                           | Ospiti                                                              | Competizione                                                        | Reti                                                                | Note                                                                |
| ------------------------------------------------------------------- | ------------------------------------------------------------------- | ------------------------------------------------------------------- | ------------------------------------------------------------------- | ------------------------------------------------------------------- | ------------------------------------------------------------------- | ------------------------------------------------------------------- | ------------------------------------------------------------------- |
| 23-3-2018                                                           | Liegi                                                               | Giappone                                                            | 1 – 1                                                               | Mali                                                                | Amichevole                                                          | -                                                                   | 60’                                                                 |
| 12-10-2018                                                          | Bamako                                                              | Mali                                                                | 0 – 0                                                               | Burundi                                                             | Qual. Coppa d'Africa 2019                                           | -                                                                   | 85’                                                                 |
| 17-11-2018                                                          | Libreville                                                          | Gabon                                                               | 0 – 1                                                               | Mali                                                                | Qual. Coppa d'Africa 2019                                           | -                                                                   | 87’                                                                 |
| 13-10-2019                                                          | Port Elizabeth                                                      | Sudafrica                                                           | 2 – 1                                                               | Mali                                                                | Amichevole                                                          | -                                                                   | 74’                                                                 |
| 17-11-2019                                                          | N'Djamena                                                           | Ciad                                                                | 0 – 2                                                               | Mali                                                                | Qual. Coppa d'Africa 2021                                           | -                                                                   | 80’                                                                 |
| Totale                                                              |                                                                     | Presenze                                                            | 5                                                                   |                                                                     | Reti                                                                | 0                                                                   |                                                                     |

## Palmarès

### Club

#### Competizioni nazionali
- Coppa di Francia: 1

Bordeaux: 2012-2013
- Coppa di Portogallo: 1

Sporting Lisbona: 2014-2015
- Supercoppa di Portogallo: 1

Sporting Lisbona: 2015
- Campionato rumeno: 1

CFR Cluj: 2021-2022